# Mary Shelton

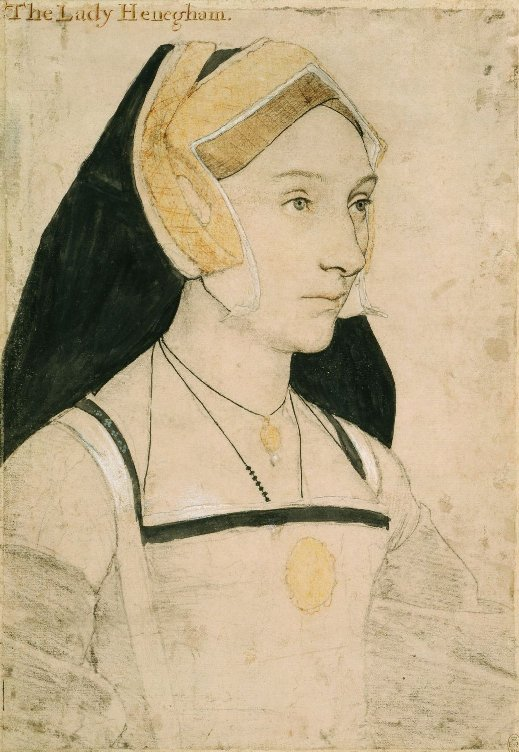
Teckning av Mary, Lady Heveningham, av Hans Holbein d.y.

Mary Shelton, född mellan 1510 och 1515, död 1571, var en engelsk hovfröken (maid-of-honour) och poet. Tillsammans med sin syster Madge Shelton, med vilken hon ofta har förväxlats, har hon utpekats som älskarinna till kung Henrik VIII (1535).

## Biografi
Mary Shelton var dotter till sir John Shelton och Anne Shelton (född 1475, död 1555), som även hon var hovdam. Anne Shelton var dotter till William Boleyn och Margaret Butler, vilket innebar att hennes morbror var Thomas Boleyn, 1:e earl av Wiltshire, far till drottning Anne Boleyn. Systrarna Shelton och Anne Boleyn var alltså kusiner. Hon uppges ha varit anställd som hovfröken åt Anne Boleyn under dennas tid som drottning 1533–1536.
Det har hävdats i historien att en av systrarna Shelton hade en affär med Henrik VIII, under loppet av ungefär sex månader med start i februari 1535. Den ursprungliga källan till denna uppgift var den kejserlige ambassadören Eustace Chapuys.
Oftast har det påståtts att denna älskarinna var Margaret, men den senaste forskningen pekar på att det finns en möjlighet att det var Mary Shelton som var kungens älskarinna, och att det även senare gick rykten om att hon var ämnad att bli kungens fjärde hustru, då äktenskapet med Anna av Kleve visade sig misslyckat. Sammanblandningen av systrarna ska ha berott på att den spanske ambassadören hade en svårläslig handstil där "Marg SHelton" lika gärna kunde utläsas "Mary Shelton".
Några historiker har även hävdat att Margaret och Mary egentligen var samma person, och att föreställningen om två systrar är en missuppfattning av källorna.

## Poet
Mary Shelton tillhörde ett socialt kotteri tillsammans med till exempel poeterna Thomas Clere, Lord Surrey, och sir Thomas Wyatt, som alla ryktades ha varit förälskade i henne vid skilda tillfällen. Hennes två närmaste vänner var Margaret Douglas, Henrik VIII:s systerdotter, och Mary Howard, som genom sitt äktenskap med kungens oäkta son Henry FitzRoy, 1:e hertig av Richmond och Somerset var kungens svärdotter. Shelton både sammanställde och bidrog till den berömda diktsamlingen Devonshire MS, där medlemmar i hennes vänkrets nedtecknade dikter som de antingen var förtjusta i eller hade skrivit själva.
Marys poesi imponerade inte på Anne Boleyn, som läxade upp henne för att hon slösade sin tid på att skriva "meningslösa versstumpar", ("idle poesies") i sin bönebok.
Mary Shelton gifte sig med sin kusin Anthony Heveningham av Ketteringham cirka år 1546 och de fick fem barn tillsammans, bland andra Arthur Heveningham. När Anthony Heveningham dog år 1557 gifte hon om sig med Philip Appleyard.

## Fiktion
Mary Shelton är en av huvudkaraktärerna i The Mistresses of Henry VIII av Kelly Hart, Rethinking the Henrician Era: Essays on Early Tudor Texts and Contexts av Paul G. Remley och flera historiska romaner, till exempel The Lady in the Tower av Jean Plaidy. Hon ses även som en karaktär i tv-serien the Tudors där Madge Shelton spelas av Laura Jane Laughlin.